# حالا چه شود!
حالا چه شود! فیلمی به کارگردانی محمد جعفری هرندی و نویسندگی سیدمحسن وزیری، محمد جعفری هرندی، حمید جمدر محصول سال ۱۳۷۳ است.

## خلاصه داستان
در کنار یک هتل بزرگ خانه‌ای قدیمی مثل یک وصله ناجور قرار دارد
مشاور املاک محل قصد فروش این خانه را دارد که به کمک فرزندان  متوسل میشود

## بازیگران
- جمشید مشایخی
- شهلا ریاحی
- مرتضی احمدی
- حسن رضایی
- ثریا حکمت
- پروین سلیمانی
- محمود بصیری
- اصغر رستگار
- پانته‌آ پارسی‌پور
- اکبر اصغری
- مهدی کریمی
- سارا طاهری
- نسیم ذوالفقاری
- عطیه غبیشاوی
- الناز صادقی
- رناک جعفری
- علی وزیری
- اسماعیل زال
- سیدجعفر حسینی
- ایمان صادقی
- رضا کارگران
- عزت‌الله رمضانی‌فر